# Estàtua de la Llibertat (Montevideo)
L'estàtua de la Llibertat (castellà: Estatua de la Libertad o Columna de la Paz) és un monument històric de la ciutat de Montevideo, capital de l'Uruguai.
Es troba al quilòmetre zero de Montevideo (o Calle de las Carreras) i va ser inaugurada oficialment el 20 de febrer de 1867, durant la presidència de Venancio Flores. Com el seu nom indica, simbolitza la llibertat del poble oriental o uruguaià, en acabar la devastadora Guerra Gran, la qual va enfrontar a diferents forces polítiques del nou país, amb la col·laboració de poders estrangers.
L'estàtua de la Llibertat està formada per una dona amb una espasa, representant la lluita llibertadora. No obstant això, al llarg de la seva història, l'estàtua va ser modificada i fins i tot va arribar a desaparèixer. Durant uns anys, en comptes de portar una espasa, la dona llibertadora en va portar una cadena.
La plaça on està ubicada va canviar de nom amb el pas del temps: Cagancha, de la Pau, de la Concòrdia, de la Cordialitat Nacional, i 25 de Maig. Avui és més coneguda però com a Plaça de la Llibertat (castellà: Plaza de la Libertad).